# Alec Issigonis
Alexander Arnold Constantine Issigonis (Esmirna, 18 de novembro de 1906 — 2 de outubro de 1988) foi um designer automotivo greco-inglês, famoso por sua influência em diversos modelos, especialmente o Mini, lançado pela British Motor Corporation (BMC) em 1959.

## Biografia

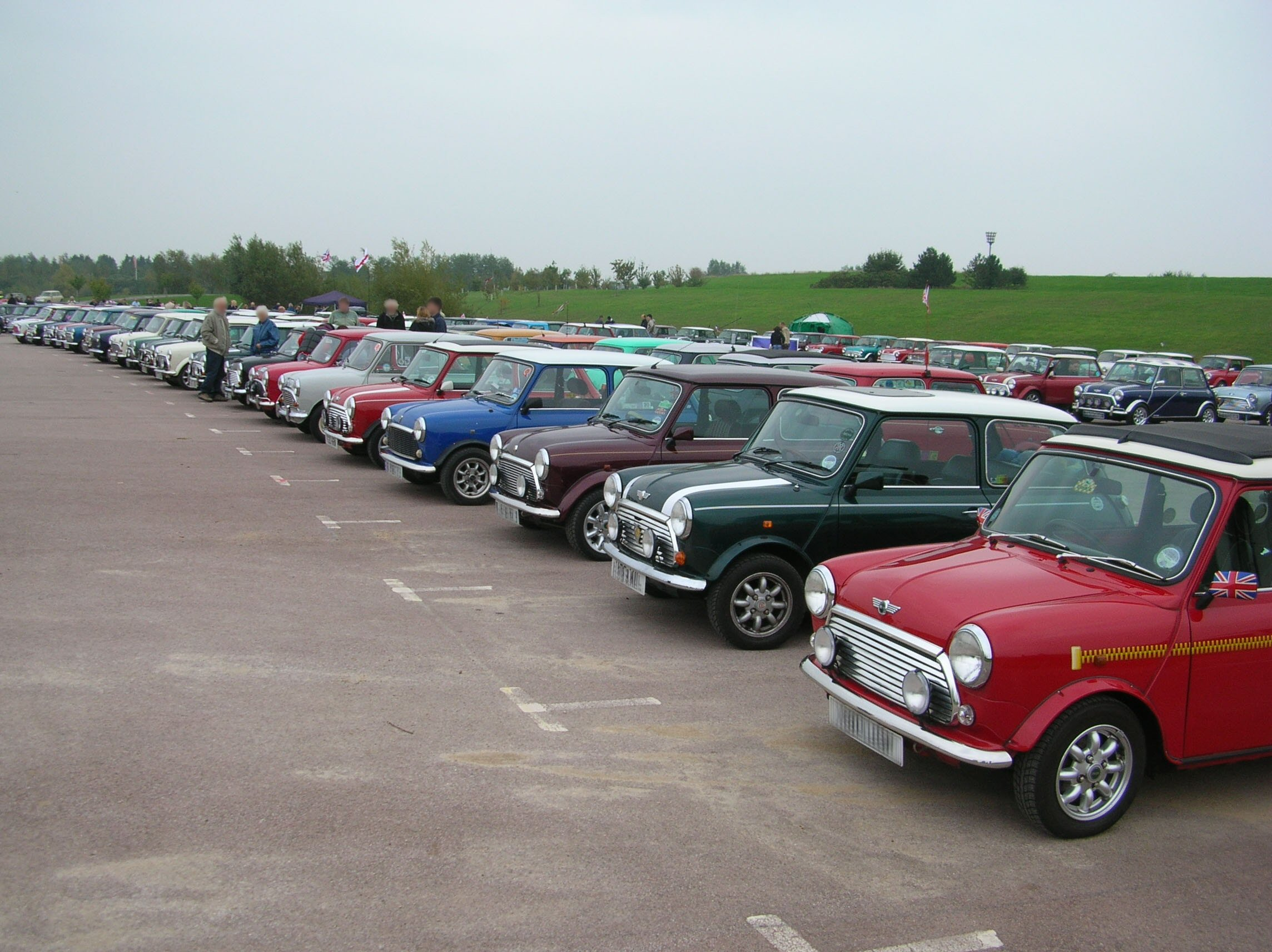
Alguns Minis no Issigonis centenary rally

Alec Issigonis nasceu na Turquia Filho de um grego naturalizado britânico casado com uma turca. O interesse pelo automóvel veio aos 12 anos, quando ele viu um pela primeira vez. Aos 16 mudou-se para Inglaterra onde iria cursar engenharia. Durante o curso ele foi reprovado três vezes em matemática. Diz à lenda que ele considerava a rigidez da matemática inimiga da criatividade.
Após concluir o curso ele entrou para a indústria automobilística. Durante oito anos, trabalhou em pequenas montadoras até ser contratado pela Morris em 1936. Em 1942, ele iniciou o projeto de um novo carro. Durante o desenvolvimento, seu chefe William Morris ficou furioso ao ver o protótipo em escala real, chamando de “ovo ponche”. Em 1948, a Morris iniciou a produção do Minor. O compacto foi o primeiro a vender mais de milhão de unidades. o modelo foi produzido até 1971.
Durante a disputa pelo controle acionário entre os sócios da nova empresa, surgida da fusão ente a Morris e a Austin, ele deixou a empresa e foi contratado pela Alvis. O primeiro projeto na nova empresa foi um sedan esportivo esse tipo de projeto contrariava as idéias dele, que prefere criar carros compactos. Quando a Alvis cancelou o projeto ele retornou para a Morris, que após a fusão com Austin, passou a se chamar British Motor Corporation (BMC).
A maior realização veio em 1959 A BMC sugeriu um novo modelo de carro compacto. A escassez de petróleo ocorrida durante a Guerra do Suez motivou elaboração do esboço. O projeto original previa que o carro teria pelo menos 3,5 m com 80% do volume destinado passageiros e bagagem e capacidade para quatro lugares. a idéia surgiu enquanto ele saboreava um gim-tônica num hotel em Cannes. De forma improvisada, ele desenhou um esboço numa toalha de papel. Nele estavam as principais características de como seria o novo carro suspensão compacta rodas inseridas as extremidades e um inédito motor transversal. Após três anos de desenvolvimento, o carro finalmente é lançado em 1959 sob o nome Morris Mini. Com um design revolucionário, tornou-se um grande sucesso de vendas permanecendo em linha ate 2000, quando a BMW assumiu definitivamente o controle da marca.
O projeto seguinte de lssigonis foi o Morris 1100 produzido em parceria com o estúdio Pininfarina. Em retribuição aos serviços prestados a indústria automobilística a rainha Elizabeth II lhe - concedeu a medalha da ordem da cavalaria. Ele se aposentou em 1971, mas continuou prestando serviço para BMC até 1987. Ainda na década de 1980, ele foi diagnosticado com o mal de Parkinson. Em 1988 faleceu aos 81 anos, vitima de pneumonia.

## Modelos
- 1948 Morris Minor
- 1959-2000 Mini
- 1962 BMC ADO16
- 1964 BMC ADO17
- 1969 Austin Maxi